# Kalkunte, Chitradurga
Kalkunte là một làng thuộc tehsil Chitradurga, huyện Chitradurga, bang Karnataka, Ấn Độ.